# Милованович, Деян
Де́ян Милова́нович (серб. Дејан Миловановић; 21 января 1984, Белград, СФРЮ) — сербский футболист, выступающий на позиции полузащитника.

## Клубная карьера
Милованович первым начал выступать за основную команду своего родного клуба из этой группы футболистов. Это случилось 17 ноября 2001 год], когда Деяну было 17 лет. По-настоящему он обратил на себя внимание со стороны общественности во время дерби против «Партизана», где прошёл трёх игроков и забил мяч. Та встреча закончилось со счётом 3:0.
Капитанскую повязку Деян получил в 2006 году. Всего за клуб Милованович провёл 209 встреч. Вместе с «Црвеной Звездой» он сделал три дубля на внутренней арене.
4 июля 2008 года Милованович подписал контракт с французским «Лансом» на 4 года. Сумма трансфера так и не была раскрыта.

## Карьера в сборной
Деян не выступал за команду Сербии в официальных встречах, но несмотря на это сыграл в двух товарищеских матчах. Милованович выступал за молодёжную команду Сербии, выводя её на поле в качестве капитана команды. Вместе с ней он выступил на трёх молодёжных чемпионатах Европы, а также принял участие в Олимпийских играх 2004 года.

## Личная жизнь
Его отец в конце 70-х и начале 80-х годов, выступал за клуб «Црвена Звезда».